# Rudolf Lange (Politiker, 1879)
Rudolf Lange (* 31. Dezember 1879 in Wandsbek; † 1. Dezember 1945 ebenda) war ein deutscher Politiker (DNVP).

## Leben und Wirken
Nach dem Besuch der Mittelschule in Wandsbek erlernte Lange von 1894 bis 1898 das Malerhandwerk. Von 1898 bis 1900 gehörte er dem Feldartillerie-Regimentern Nr. 24 und 60 an. Anschließend arbeitete er, bis er sich im Frühjahr 1911 selbständig machte, in verschiedenen Städten als Malergehilfe. Von 1914 bis 1918 nahm er mit dem Reserve-Feldartillerie-Regiment Nr. 57 am Ersten Weltkrieg teil, in dem er an der West- und an der Ostfront kämpfte. 1915 wurde er mit dem Eisernen Kreuz 2. Klasse ausgezeichnet.
Nach dem Krieg lebte Lange erneut als Malermeister in Wandsbek. Seit 1918 betätigte Lange sich politisch in der Deutschnationalen Volkspartei: In dieser gehörte er von 1918 bis 1933 dem Vorstand des Landesverbandes Schleswig-Holstein an. Ein erstes politisches Amt nahm er von Herbst 1924 bis 1933 als Stadtverordneter in Wandsbek wahr. Außerdem wurde er Vorsitzender des Kreishandwerkerbundes in Wandsbek.
Am 7. April 1933 trat Lange auf Vorschlag seiner Partei im Nachrückverfahren für den Reichstagsabgeordneten Ernst Oberfohren in den ersten Reichstag zur Zeit des Nationalsozialismus ein, in dem er bis zum November desselben Jahres den Wahlkreis 13 (Schleswig-Holstein) vertrat.